# Mietvilla Wallotstraße 20

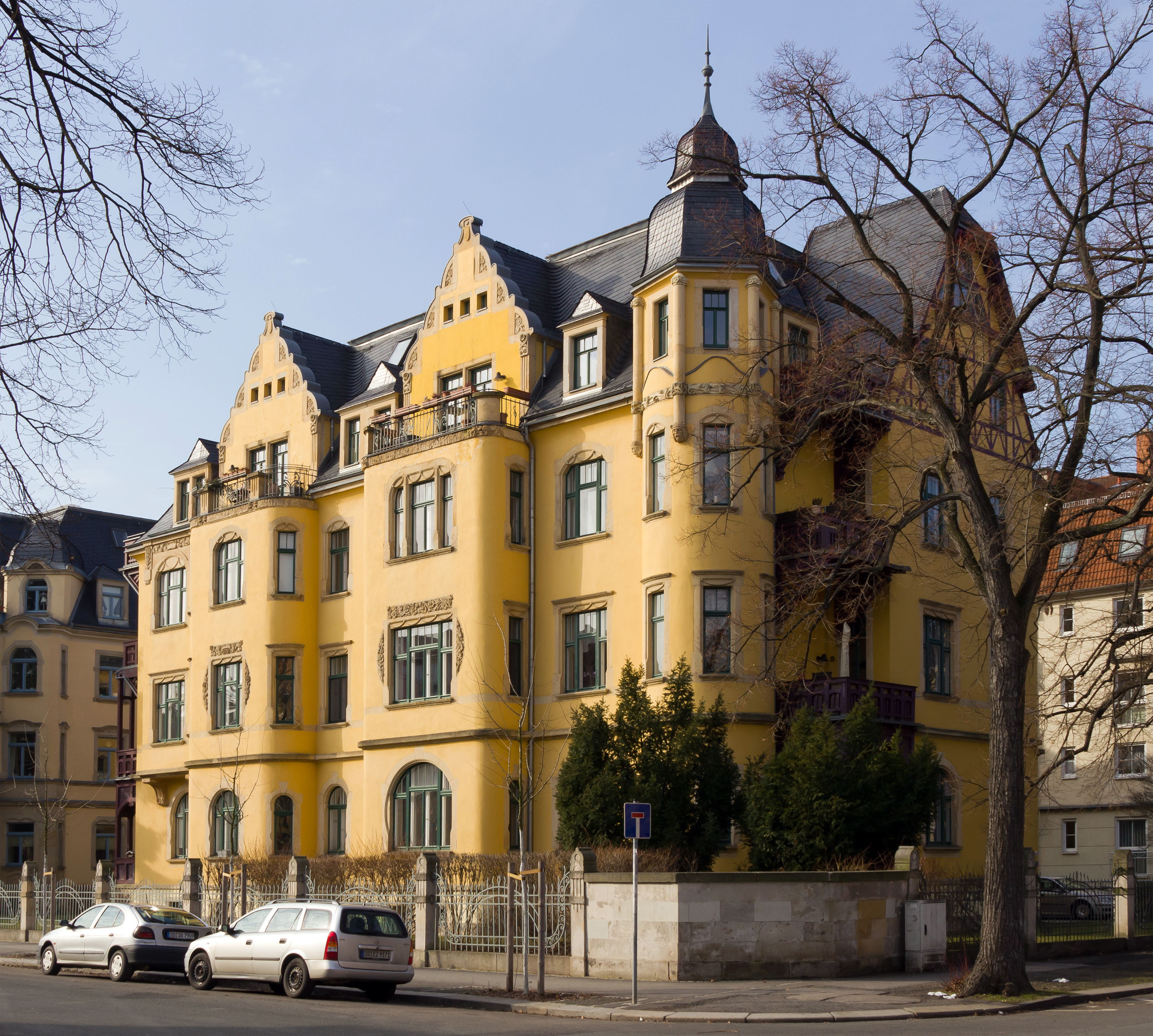
Das Haus Wallotstraße 20 in Dresden. Fassade zur Anton-Graff-Straße.

Die Mietvilla Wallotstraße 20 ist ein 1902 erbautes denkmalgeschütztes Jugendstil-Wohnhaus im Dresdner Stadtteil Striesen. Bemerkenswert sind die unterschiedlichen Fenstergewände und unterschiedlich stuckierten Fenstereinfassungen. So wechseln sich halbrunde mit eckigen Fenstergewänden ab, wobei letztere mit in Reliefbildern dargestellten Rosen geschmückt sind.

## Beschreibung
Das Eckhaus zur Anton-Graff-Straße ist drei Geschosse hoch und hat eine verputzte Schaufassade zur Wallotstraße hin. Die Fassade wird durch hervortretende Risalite mit einer darüber befindlichen Terrasse gegliedert. An der Ecke befindet sich ein viergeschossiger Turmerker mit Turmhelm. Das ausgebaute Dachgeschoss ist mit Giebel und Bekrönungen ausgestattet.
Die Denkmaleigenschaft wird vom Landesamt für Denkmalpflege Sachsen beschrieben: „Repräsentatives, breitgelagertes Eckgebäude, aufgelockert durch Vorbauten, seitlichen Risalit, Eckturm, Schweifgiebel und Balkone, Risalitgiebel mit Fachwerk, weitere Akzentsetzung durch verzierte Fenster in unterschiedlichen Formen, charakteristisches und gestalterisch bemerkenswertes Beispiel eines Wohnbaus nach 1900 mit traditioneller Kubatur, jedoch von Heimatformen und Jugendstilformen geprägt.“